# Engyprosopon kushimotoensis
Engyprosopon kushimotoensis is een straalvinnige vissensoort uit de familie van botachtigen (Bothidae). De wetenschappelijke naam van de soort is voor het eerst geldig gepubliceerd in 2008 door Amaoka, Kaga & Misaki.